# Atar (flygplats)
Atar är en flygplats i Mauretanien. Den ligger i den centrala delen av landet, 400 km nordost om huvudstaden Nouakchott. Atar ligger 231 meter över havet.
Terrängen runt Atar är platt åt nordväst, men åt sydost är den kuperad.  Trakten runt Atar är nära nog obefolkad, med mindre än två invånare per kvadratkilometer. Närmaste större samhälle är Atar, 1,3 km norr om Atar. Trakten runt Atar är ofruktbar med lite eller ingen växtlighet.